# Фузили
Фузили (на италиански: Fusilli) са вид навита суха паста със спираловидна форма, произхождаща от Южна Италия.

## Етимология
Думата „фузили“ вероятно идва от италианската дума fuso („вретено“), тъй като традиционно се „въртят“ чрез натискане и търкаляне на малък прът върху тънките ивици паста, за да се навият около него във формата на тирбушон.
Терминът „фузили“ също се използва за описание на къса усукана паста, известна като „ротини“ в Съединените щати.

## Характеристики
В допълнение към обикновените и пълнозърнестите сортове пшеница, както при всяка паста могат да се приготвят и други цветове чрез смесване на други съставки в тестото, което също влияе на вкуса, например червено цвекло или домат за червено, спанак за зелено и мастило от сепия за черно.
Благодарение на формата си те перфектно задържат всеки сос на повърхността. Те се овкусяват най-добре със сосове на базата на месо или рикота, но също така и със зеленчукови сосове на базата на доматен сос с патладжан, чушки, маслини и каперси. Също така фузилите перфектно разкриват своята индивидуалност в свежестта на студените салати с паста.

## Варианти
Фузилите могат да бъдат солидни или кухи. Вариант на фузили се образува като кухи тръбички от паста се усукват около пружини или тирбушон и се наричат „Фузили букати“ (fusilli bucati), букв. „продупчени фузили“.
Друг вариант са усуканите дълги размери, сякаш спагети са навити около обект, известни като „Фузили лунги“ (fusilli lunghi), букв. „дълги фузили“.
Думата „фузили“ понякога се използва неправилно, за да опише друга усукана паста, наречена ротини (rotini), популярна в САЩ. Всъщност докато фузилите са направени от нишки паста, усукани като пружинки, ротините обикновено се екструдират в усукана форма. Ротините и фузилите могат да се разменят в рецепти със сходни резултати, а производителите често не правят голяма разлика между фузили и ротини. Друга подобна паста са каватапи/челентани (cavatappi/cellentani) и джемели (gemelli).

### Регионални италиански варианти

#### Кампания
Фузилите присъстват и в традицията на пастата на Кампания като фузили на Фелито, фузили на Авелино, фузили на Джой и фузило фуритано (ричоло) от Минори, които са включени от Регион Кампания в Регистъра на традиционните хранително-вкусови продукти на Кампания.

#### Фузили от Авелино
Традиционен за цялата провинция Авелино, този вид фузило се произвежда изключително само на ръка. Това е вариант с по-тясна и издължена форма, получен именно чрез обработка на тестото около вретено. Тестото се прави от гореща вода и брашно или брашно и грис. Нишката се обработва ръчно и се разтяга на цилиндри от около 5 сантиметра, които биват смачквани един по един с движение отдолу нагоре от желязно вретено.
По този начин тестото се завърта около вретеното, придобивайки типичната форма на фузило, като се разтяга леко до 7 cm, след което бързо се вади от вретеното и се оставя да се проветри.
Сушенето, което отнема не по-малко от два часа в зависимост от степента на влажност и ветрови условия, е един от най-важните етапи на обработка.

#### Фузили фелитези
Това е вариант, роден в град Фелито в провинция Салерно. Това е специална паста с прясно яйце, ръчно обработена, направена с помощта на тънка тел, с грис от твърда пшеница, яйца и малко двойно пресован зехтин. Прилича на перфориран макарон с променлива дължина (над 20 cm) и намалена дебелина (максимум 24 mm) с повече или по-малко интензивен жълт цвят.

#### Неаполитански фузили
Неаполитанският вариант на фузили често се придружава с доматен сос или зехтин. Наполетанските фузили (Fusilli Napoletani) са плоска дълга усукана паста.
В Граняно и до днес те се правят ръчно, като се навиват спагети с тел и след това се сушат. Същата тази техника, някога много разпространена, все още се практикува широко в много региони на Южна Италия и се използва за приготвяне на други видове паста, които се различават от действителните фузили по форма или тесто.

#### Молизе
В Молизе те са традиционен хранително-вкусов продукт (PAT). Известна е рецептата за фузили по молизански (fusilli alla molisana).

#### Пиемонт
В Алта Ланга в провинция Кунео традиционни са т. нар. macaron del frèt, които се приготвят чрез усукване на ньоко (топче от тесто) около игла за плетене за чорапи. Произходът на macaron е несигурен.

#### Калабрия
В Калабрия фузилите са много разпространени. Традиционно се правят ръчно, като тестото, получено чрез смес от брашно, сол и вода, се разточва около тел и след това се оставя да съхне. В зависимост от района на производство те приемат различни имена: Fileja в провинция Вибо Валентия, Scilitelli или Scilatelli в провинция Катандзаро, Maccaruni in firrittu, Ferretti или Mperrurati в останалата част на Калабрия. Те се считат за типичен неделен обяд.

#### Сицилия
В Сицилия бузиати (busiate или busiati) са традиционна рецепта от Трапани. Направени са от тесто с брашно, вода и сол. Те имат същата форма като фузилите от Авелино, но са малко по-дълги, и носят името си от клон на buso (растението Ampelodesmos mauritanicus), първоначално използван за тяхното оформяне. Бузиатите са включени в Списъка на традиционните  хранително-вкусови продукти на Сицилия. Традиционно са подправяно с песто по трапанески.